# جاك ماكماهون
جاك ماكماهون (بالإنجليزية: Jack McMahon)‏ مواليد 3 ديسمبر 1928 في بروكلين - الوفاة 11 يونيو 1989، كان لاعب كرة سلة محترف أمريكي تحول إلى التدريب بعد الاعتزال بدأ مسيرته الاحترافية في سنة 1952 حيث تم اختياره من قبل فريق سكرامنتو كينغز خلال الدرافت، وحمل الرقم 3 و24 و21. بلغ طوله 6 قدم 1 بوصة (1.9 م). اعتزل اللعب في 1960.

## روابط خارجية
- جاك ماكماهون على موقع إن بي أي (الإنجليزية)
- جاك ماكماهون على موقع سبورتس رفرنس (الإنجليزية)
- جاك ماكماهون على موقع كلية كرة السلة في سبورتس رفرنس.كوم (الإنجليزية)
- جاك ماكماهون على موقع ريلجم (الإنجليزية)
- جاك ماكماهون على موقع بروبوليرز (الإنجليزية)
- جاك ماكماهون على موقع سبورتس رفرنس (الإنجليزية)